# فرنسيس إدوارد كلارك
فرنسيس إدوارد كلارك (بالإنجليزية: Francis Edward Clark)‏ هو عالم عقيدة أمريكي، ولد في 12 سبتمبر 1851 في أيلمير ‏ في كندا، وتوفي في 26 مايو 1927.

## وصلات خارجية
- فرنسيس إدوارد كلارك على موقع الموسوعة البريطانية (الإنجليزية)